# Minnespalats

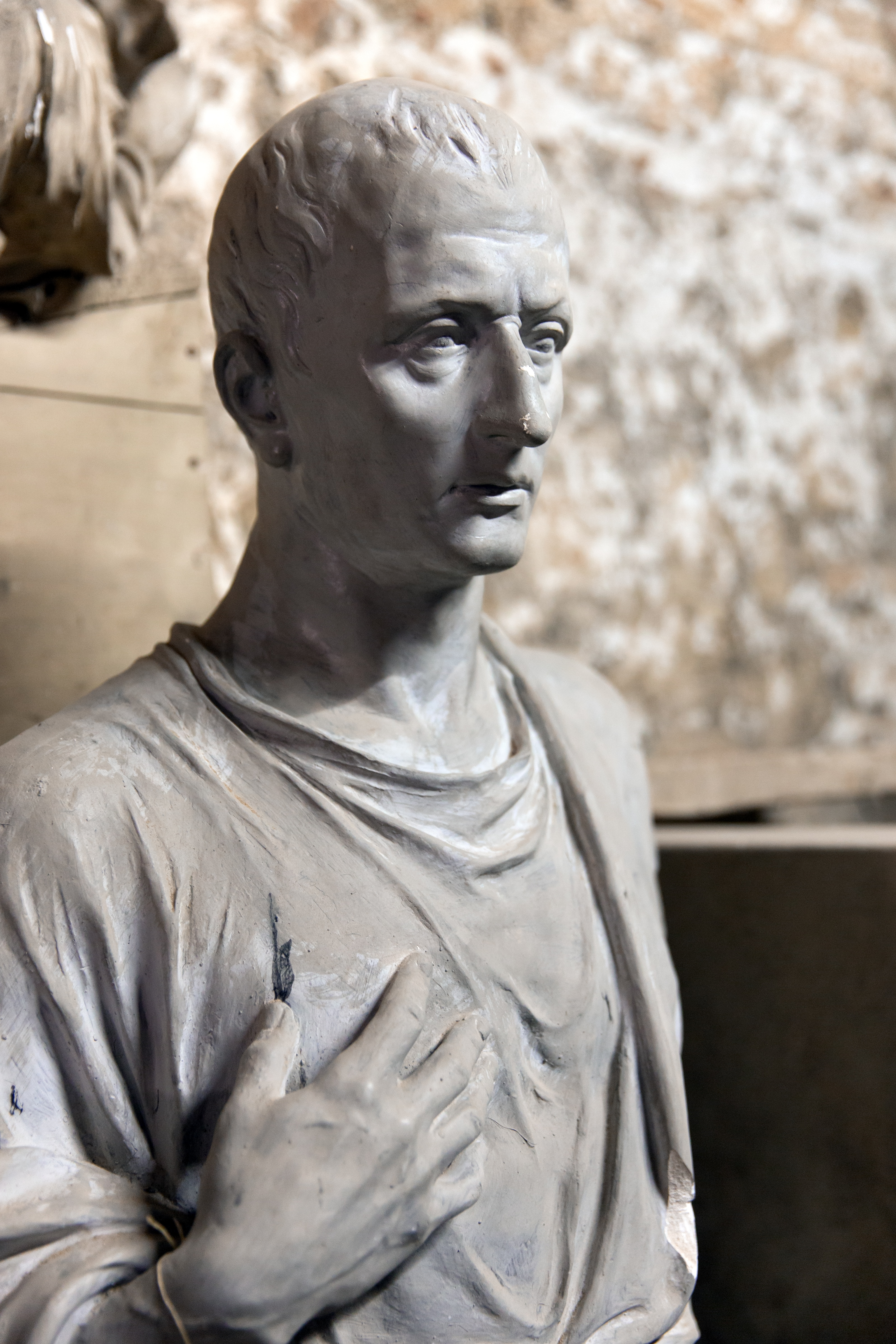
Staty av Cicero. Författare till de Oratore där myten om minnespalatsets uppkomst är nedskriven.

Minnespalats, även loci-metoden (latin pluralis av locus: ort, plats, ställe, rum), är en mnemoteknik som används bland annat inom retoriken och minnessport för att memorera information. Informationen som ska memoreras kodas om till mentala bilder för att sedan placeras in på utvalda platser i en välkänd omgivning. Ett minnespalats behöver inte vara något palats eller ens palatslikt utan kan vara precis vilken välkänd plats eller objekt som helst. Det kan till exempel vara en väg, stjärntecken, föräldrahemmet, ett mytologiskt djur eller sina egna kroppsdelar som den malaysiska minnesmästaren Yip Swee Chooi använde. Detta kan liknas med en "mindmap över en känd miljö". De tre klassiska källorna när det gäller loci-metoden är Ad Herennium, Ciceros de Oratore och Quintilianus Institutio oratoria där Ad Herennium som skrevs 86–82 f.Kr. är den äldsta av dem.

## Historia
I Ciceros bok de Oratore tillskrivs poeten Simonides av Keos som uppfinnaren av minnespalats. Myten säger att Simonides var bjuden till en bankett i den rika adelsman Scopas hem. Scopas ville att Simonides skulle komponera en dikt till Scopas ära men när han fick höra dikten blev han missnöjd eftersom Simonides också hade lagt till en vers där han lovprisade Castor och Pollux. Scopas ville inte längre betala hela avgiften som han hade lovat Simonides utan bara halva, den andra halvan av betalningen kunde Simonides istället hämta från Castor och Pollux. En liten stund senare fick Simonides ett meddelande om att gå ut och träffa två stycken män som hade ett brådskande meddelande till honom. Strax efter att han hade gått ut rasade taket på Scopas hem ihop och alla som befann sig där inne omkom. De omkomna var nu så illa däran att de var helt oigenkännbara. De omkomnas släktingar som ville begrava dem kunde inte längre identifiera liken. Det var då Simonides kunde, genom att visualisera salen där banketten hade hållits för sin inre blick och platserna alla hade suttit på, identifiera alla som omkommit. Denna erfarenhet gjorde att Simonides kom till slutsatsen att det är ordningen som bringar klarhet i minnet och att den som vill använda sig av denna metod bör först välja sin platser och sen välja sina mentala bilder som de vill förvara i sitt minne.

## Minnesteknik med hjälp av platser (loci) - minnespalats
I Ad Herennium görs distinktionen mellan två olika typer av minnen, ”det av naturen givna” och ”det tekniskt grundade minnet”. Det naturliga minnet sägs det, går inte att förändra medan det tekniskt grundade minnet blir bättre och bättre med träning. Det som skiljer det av naturen givna minnet och det tekniska är att det tekniska minnet är inte ett minne av saken självt utan bara ett hjälpmedel för att komma ihåg. Minnespalats är ett exempel på ett sådant "tekniskt grundat minne". Genom att visualisera en plats där det har placerats ut tydliga bilder kan till exempel en retor vandra igenom sitt tal i tanken på ett avslappnat och strukturerat sätt. Det är alltså möjligt att memorera såväl talets struktur och innehåll som nyckelformuleringar.
En välmemorerad plats kommer att kunna användas om och om igen. Detta sparar retorn mycket tid då denna kan placera ut de aktuella bilderna i en redan konstruerad miljö. Det går att beskriva platsen som ett vax som kan formas om för att memorera olika tal. Därför är det viktigt att platsen visualiseras med stor noggrannhet så att den verkligen etsar sig fast i minnet och därefter kan återkallas med lätthet.
Denna minnesteknik kan även användas vid inlärning av glosor i ett främmande språk. Polyglotten Timothy Done beskriver detta i ett TED-talk 2014. Metoden används även i Anthony Metivers bok "How to learn and memorise German vocabulary". Han föreslår att skapa ett minnespalats för varje bokstav i det tyska alfabetet. Varje palats ska sedan innehålla ett antal platser där ett uppslagsord (ett ord eller en fras) kan lagras och återkallas.

## Att skapa ett minnespalats
Man kan självklart välja precis vilken plats man vill, men för att den ska vara välfungerande för minnestekniken är det bra att tänka på följande:
- En övergiven plats är lämpligare än en tätbefolkad då rörelser suddar ut konturerna. En stillastående plats är enklare att navigera i då den förblir intakt.
- Platsen ska kunna delas upp i mindre, tydligt avgränsade platser. På dessa platser kan sedan placeras ut olika segment av det som ska memoreras. Därför kan ett bra råd vara att välja de olika rummen i ens barndomshem. Det går då att röra sig mellan de olika rummen i en viss ordningsföljd utan att tappa bort sig.
- Det är även viktigt att följa en bestämd rutt då retorn vandrar igenom platsen, annars riskerar den att förlora ordningen på det memorerade talet.
- Om man inte hittar en verklig plats som lämpar sig som minnespalats kan den istället skapas i fantasin. En fördel med detta är att det går att själv bestämma storlek och utformning, samt avgränsa de mindre platserna på det sätt en vill.

De bilder som sedan placeras ut i minnespalatset ska likna de avbildade tingen. Antingen är det en faktisk bild av det som ska memoreras (till exempel en häst om man ska minnas en häst) eller en bild som på något sätt liknar ordet (till exempel en fyrklöver om en ska minnas ordet tur).
Metoden tas upp av Lars Gustafsson i Ett minnespalats : vertikala memoarer (1994) där han tänker sig hur skolmiljön i läroverket med rum, rockhängare (årtal), bänkkvarteren i aulan (världsdelarna) m.m. skulle kunna stödja minnet.